# Darklin Reach
Darklin Reach war eine US-amerikanische Power- und Thrash-Metal-Band aus Chicago, Illinois, die im Jahr 1989 gegründet wurde und sich 2001 auflöste.

## Geschichte
Die Band wurde im Jahr 1989 gegründet, wobei Schlagzeuger Tony „T-Bone“ Divozzo (Amulance) zu den Gründungsmitgliedern zählte. Nachdem die Band einige Songs geschrieben hatte, folgte 1992 das Album Where Evil Dwells. Der Tonträger wurde von Jon Oliva und Steve Wacholz, beide sonst bei Savatage tätig, produziert. In den folgenden Jahren blieb die Band weiterhin aktiv, veröffentlichte jedoch keine weiteren Tonträger mehr, ehe sich die Gruppe im September 2001 auflöste.

## Stil
Andreas Schöwe vom Metal Hammer ordnete Where Evil Dwells dem Power Metal zu und bezeichnete die Musik als „düstere Ausgabe der frühen Savatage“. Der Gesang erinnerte an Jon Oliva, während das Spiel des Schlagzeugs nach Steve Wacholz klang. thethrashmetalguide.com ordnete die Musik ebenfalls dem Power Metal zu und zog Vergleiche zu Omen und frühen Helstar. Zudem waren auch Einflüsse aus dem Thrash Metal in Liedern wie Contaminated Preaching hörbar.

## Diskografie
- 1992: Where Evil Dwells (Album, Tombstone Records)